# Wiktor Kuzniecow (lekkoatleta)
Wiktor Andrijowycz Kuzniecow (ukr. Віктор Андрійович Кузнєцов; ur. 17 lipca 1986 w Zaporożu) – ukraiński lekkoatleta, specjalizujący się w trójskoku oraz skoku w dal.
W rywalizacji trójskoczków w 2008 roku zajął 8. miejsce podczas igrzysk olimpijskich. Pierwszy międzynarodowy sukces odniósł zdobywając brązowy medal w mistrzostwach świata juniorów (2004). Wicemistrz uniwersjady (2007) oraz zwycięzca zawodów superligi drużynowych mistrzostw Europy. W 2011 ponownie sięgnął po srebro uniwersjady. Czwarty zawodnik halowych mistrzostw Europy w 2013. W tym samym roku zdobył złoto uniwersjady w Kazaniu. W 2016 Ukrainiec nie przeszedł pomyślnie eliminacji konkursu skoku w dal podczas mistrzostw Europy w Amsterdamie.
Startuje także w skoku w dal, a jego największym osiągnięciem w tej konkurencji jest 4. miejsce, które zajął w 2006 roku w Göteborgu podczas mistrzostw Europy. Złoty medalista mistrzostw Ukrainy w skoku w dal oraz trójskoku. Jest aktualnym halowym rekordzistą świata juniorów w skoku w dal.

## Osiągnięcia
| Rok  | Impreza                                 | Miejsce    | Konkurencja | Pozycja           | Wynik  |
| ---- | --------------------------------------- | ---------- | ----------- | ----------------- | ------ |
| 2004 | Mistrzostwa świata juniorów             | Grosseto   | trójskok    | 3. miejsce        | 16,58  |
| 2006 | Mistrzostwa Europy                      | Göteborg   | skok w dal  | 4. miejsce        | 7,96   |
| 2007 | Halowe mistrzostwa Europy               | Birmingham | trójskok    | 7. miejsce        | 16,92  |
| 2007 | Uniwersjada                             | Bangkok    | trójskok    | 2. miejsce        | 16,94  |
| 2008 | Igrzyska olimpijskie                    | Pekin      | trójskok    | 8. miejsce        | 16,87  |
| 2009 | Superliga drużynowych mistrzostw Europy | Leiria     | skok w dal  | 8. miejsce        | 7,73   |
| 2009 | Mistrzostwa świata                      | Berlin     | skok w dal  | el. – 17. miejsce | 7,98   |
| 2010 | Halowe mistrzostwa świata               | Doha       | skok w dal  | el. – 19. miejsce | 7,66   |
| 2010 | Superliga drużynowych mistrzostw Europy | Bergen     | trójskok    | 1. miejsce        | 17,26  |
| 2010 | Mistrzostwa Europy                      | Barcelona  | trójskok    | 4. miejsce        | 17,29  |
| 2011 | Superliga drużynowych mistrzostw Europy | Sztokholm  | trójskok    | 3. miejsce        | 16,79w |
| 2011 | Uniwersjada                             | Shenzhen   | trójskok    | 2. miejsce        | 16,89  |
| 2012 | Igrzyska olimpijskie                    | Londyn     | skok w dal  | el. – 31. miejsce | 7,50   |
| 2013 | Halowe mistrzostwa Europy               | Göteborg   | trójskok    | 4. miejsce        | 17,02  |
| 2013 | Superliga drużynowych mistrzostw Europy | Gateshead  | trójskok    | 5. miejsce        | 16,25  |
| 2013 | Uniwersjada                             | Kazań      | trójskok    | 1. miejsce        | 17,01  |
| 2013 | Mistrzostwa świata                      | Moskwa     | trójskok    | el. – 14. miejsce | 16,60  |
| 2014 | Halowe mistrzostwa świata               | Sopot      | trójskok    | 8. miejsce        | 16,51  |
| 2014 | Mistrzostwa Europy                      | Zurych     | trójskok    | el. – 19. miejsce | 15,94  |
| 2016 | Mistrzostwa Europy                      | Amsterdam  | skok w dal  | el. – 22. miejsce | 7,55   |

## Rekordy życiowe
| Konkurencja          | Rezultat | Data             | Miejsce   | Uwagi                         |
| -------------------- | -------- | ---------------- | --------- | ----------------------------- |
| Skok w dal – stadion | 8,10     | 28 maja 2012     | Jałta     |                               |
| Skok w dal – stadion | 8,25w    | 7 sierpnia 2006  | Göteborg  | wiatr + 2,5 m/s               |
| Skok w dal – hala    | 8,22     | 22 stycznia 2005 | Browary   | halowy rekord świata juniorów |
| Trójskok – stadion   | 17,29    | 29 lipca 2010    | Barcelona |                               |
| Trójskok – hala      | 17,02    | 2 marca 2013     | Göteborg  |                               |